# Ваня Соколова
Ваня Соколова (родена на 22 юни 1971 г.) е бивша българска волейболистка състезавала се в националния отбор.

## Състезателна кариера
Състезава се за български, румънски, германски, гръцки, кипърски, австрийски и италиански клубове.
Печели наградата за най-добър реализатор в италианската серия А2 за 2006 г.